# Pęd syleptyczny
Pęd syleptyczny, pasierb – w sadownictwie pędy wyrastające przedwcześnie z pąków nagich (letnich) znajdujących się w kątach ogonków liściowych pędów tegorocznych np. u jeżyny, winorośli. Przeważnie pasierby nie tworzą wąsów, nie drewnieją, a jesienią opadają razem z liśćmi. Pasierby w zależności od długości wyłamuje się lub skraca. Przyczyną intensywnego wzrostu pasierbów u winorośli może być niewłaściwe nawożenie skutkujące niedoborem boru, zbyt intensywne skracanie pędów, lub porażenie rośliny roztoczem Calepitrimerus vitis.
Pasierby wyłamuje są jeśli ich długość nie przekracza 5–7 cm, wyłamywanie dłuższych pasierbów powoduje powstawanie dużych ran, oraz może spowodować uszkodzenie pąków głównych (zimowych). Dłuższe pasierby należy skrócić nad drugim lub trzecim liściem. 

## Cel usuwania pasierbów
- prześwietlenie korony
- poprawa warunków fitosanitarnych
- przyspieszenie oraz bardziej równomierne dojrzewanie owoców